# El Pobo de Dueñas
El Pobo de Dueñas é um município da Espanha na província de Guadalajara, comunidade autónoma de Castilla-La Mancha, de área 55,28 km² com população de 159 habitantes (2006) e densidade populacional de 2,72 hab/km².

## Demografia
| Variação demográfica do município entre 1991 e 2004 | Variação demográfica do município entre 1991 e 2004 | Variação demográfica do município entre 1991 e 2004 | Variação demográfica do município entre 1991 e 2004 |
| --------------------------------------------------- | --------------------------------------------------- | --------------------------------------------------- | --------------------------------------------------- |
| 1991                                                | 1996                                                | 2001                                                | 2004                                                |
| 184                                                 | 189                                                 | 153                                                 | 150                                                 |